# Tanymecus
Genre
Tanymecus est un genre d'insectes coléoptères de la famille des Curculionidae, originaire d'Eurasie.

## Liste d'espèces
Selon Catalogue of Life (9 sept. 2013) :
- Tanymecus abyssinicus
- Tanymecus acutus
- Tanymecus aegrotus
- Tanymecus affinis
- Tanymecus agrestis
- Tanymecus agricola
- Tanymecus albicans
- Tanymecus albomarginatus
- Tanymecus alboscutellatus
- Tanymecus albus
- Tanymecus alienus
- Tanymecus alutaceus
- Tanymecus angustulus
- Tanymecus arcuatipennis
- Tanymecus arenaceus
- Tanymecus argentatus
- Tanymecus argyrostomus
- Tanymecus ariasi
- Tanymecus arushamus
- Tanymecus arushanus
- Tanymecus aureosquamosus
- Tanymecus bayeri
- Tanymecus beckeri
- Tanymecus benguelensis
- Tanymecus bibulus
- Tanymecus bidentatus
- Tanymecus biplagiatus
- Tanymecus boettcheri
- Tanymecus bonnairei
- Tanymecus brachyderoides
- Tanymecus breviformis
- Tanymecus brevirostris
- Tanymecus brevis
- Tanymecus brunnipes
- Tanymecus burmanus
- Tanymecus canescens
- Tanymecus cervinus
- Tanymecus chevrolati
- Tanymecus chloroleucus
- Tanymecus cinctus
- Tanymecus cinereus
- Tanymecus circumdatus
- Tanymecus confertus
- Tanymecus confinis
- Tanymecus confusus
- Tanymecus convexiformis
- Tanymecus convexifrons
- Tanymecus costulicollis
- Tanymecus crassicornis
- Tanymecus cruciatus
- Tanymecus curviscapus
- Tanymecus deceptor
- Tanymecus destructor
- Tanymecus diffinis
- Tanymecus dilatatus
- Tanymecus dilaticollis
- Tanymecus discolor
- Tanymecus excursor
- Tanymecus fausti
- Tanymecus favillaceus
- Tanymecus femoralis
- Tanymecus fimbriatus
- Tanymecus fruhstorferi
- Tanymecus glis
- Tanymecus graminicola
- Tanymecus griseus
- Tanymecus hercules
- Tanymecus heros
- Tanymecus hirsutus
- Tanymecus hirticeps
- Tanymecus hispidus
- Tanymecus hololeucus
- Tanymecus humilis
- Tanymecus inaffectatus
- Tanymecus indicus
- Tanymecus infimus
- Tanymecus insipidus
- Tanymecus kolenatii
- Tanymecus konbiranus
- Tanymecus kricheldorffi
- Tanymecus lacaena
- Tanymecus lateralis
- Tanymecus latifrons
- Tanymecus lautus
- Tanymecus lectus
- Tanymecus lefroyi
- Tanymecus lethierryi
- Tanymecus leucophaeus
- Tanymecus lineatus
- Tanymecus lomii
- Tanymecus longulus
- Tanymecus luridus
- Tanymecus makkaliensis
- Tanymecus marginalis
- Tanymecus metallinus
- Tanymecus micans
- Tanymecus migrans
- Tanymecus misellus
- Tanymecus mixtor
- Tanymecus mixtus
- Tanymecus mniszechi
- Tanymecus modicus
- Tanymecus montandoni
- Tanymecus morosus
- Tanymecus mozambicus
- Tanymecus murinus
- Tanymecus musculus
- Tanymecus nebulosus
- Tanymecus necessarius
- Tanymecus nevadensis
- Tanymecus niloticus
- Tanymecus niveus
- Tanymecus nothus
- Tanymecus nubeculosus
- Tanymecus obconicicollis
- Tanymecus obscurus
- Tanymecus obsoletus
- Tanymecus oculatus
- Tanymecus orientalis
- Tanymecus ovalipennis
- Tanymecus ovatus
- Tanymecus ovipennis
- Tanymecus palliatus
- Tanymecus parvus
- Tanymecus perrieri
- Tanymecus piger
- Tanymecus pisciformis
- Tanymecus planifrons
- Tanymecus planirostris
- Tanymecus potteri
- Tanymecus praecanus
- Tanymecus protervus
- Tanymecus pubirostris
- Tanymecus revelierei
- Tanymecus revelieri
- Tanymecus rhodopus
- Tanymecus robustus
- Tanymecus rudis
- Tanymecus rusticus
- Tanymecus rutilans
- Tanymecus sareptanus
- Tanymecus sciurus
- Tanymecus seclusus
- Tanymecus setulosus
- Tanymecus sibiricus
- Tanymecus siculus
- Tanymecus simplex
- Tanymecus sitonoides
- Tanymecus sparsus
- Tanymecus squameus
- Tanymecus steveni
- Tanymecus submaculatus
- Tanymecus subvelutinus
- Tanymecus telephus
- Tanymecus tenuis
- Tanymecus tessellatus
- Tanymecus tetricus
- Tanymecus texanus
- Tanymecus tonsus
- Tanymecus trivialis
- Tanymecus umbratus
- Tanymecus urbanus
- Tanymecus vagabundus
- Tanymecus variabilis
- Tanymecus variatus
- Tanymecus variegatus
- Tanymecus versicolor
- Tanymecus versutus
- Tanymecus villicus
- Tanymecus viridans
- Tanymecus vittiger

Selon ITIS (9 sept. 2013) :
- Tanymecus confusus Say, 1831
- Tanymecus lacaena (Herbst, 1797)
- Tanymecus texanus Van Dyke, 1935

Selon NCBI (9 sept. 2013) :
- Tanymecus palliatus